# Pikku-Mansikka
Pikku-Mansikka är en ö i Finland. Den ligger i Bottenviken och i kommunen Kalajoki i landskapet Norra Österbotten, i den nordvästra delen av landet. Ön ligger omkring 140 kilometer sydväst om Uleåborg och omkring 440 kilometer norr om Helsingfors. Öns area är 42,7 hektar och dess största längd är 1,2 kilometer i sydöst-nordvästlig riktning. Ön är förbunden med landväg över det smala sundet Mansikansalmi. På öns norra del finns en hamn.